# Byadarahalli, Kunigal
Byadarahalli là một làng thuộc tehsil Kunigal, huyện Tumkur, bang Karnataka, Ấn Độ.